# Pukovniku nema tko pisati
Pukovniku nema tko pisati (španjolski: El coronel no tiene quién le escriba) novela je kolumbijskog književnika i nobelovca Gabriela Garcíe Márqueza.

## Radnja
Novela,  napisana između 1956. – 1957. i izdana 1961., je priča o siromašnom, umirovljenom pukovniku, veteranu Stogodišnjeg rata, koji se još uvijek nada svojoj mirovini koja mu je obećana prije petneast godina. Pukovnik živi sa svojom astmatičnom ženom u malom selu u kojem od jedanaest sati navečer vlada policijski sat. Radnja počinje sprovodom na koji se pukovnik sprema poći. Umro je glazbenik čija je smrt posebna po tome što je jedina nastupila prirodnim putem nakon toliko mnogo godina. Radnja je postavljena u doba La Violencie u Kolumbiji, kad su vladali ratni zakon i cenzura.

## Književni značaj i kritike
Za razliku od mnogih drugih Marquezovih djela, ova novela u suštini nema podlogu u magičnom realizmu.
Glavni likovi novele nemaju svoja imena, te se na taj način ostavlja utisak neznatnosti i gotovo beznačaja određenih dijelova života pojedinaca. Pukovnik i njegova žena, koji su izgubili sina u jeku političke represije, bore se sa siromaštvom i stanjem financijske nestabilnosti. Korupcija lokalnih i nacionalnih dužnosnika je očigledna i ona postaje tema kojom se Marquez bavi u ovom djelu, temeljeći se na utjecaju vlasti na društvo. Pukovnik i njegova žena primorani su da postupno prodaju imovinu koju im je oporučno ostavio njihov sin. On je umro i jedini podsjetnik na njega je pijetao kojeg pukovnik hrani i pripreman za sudjelovanje u borbi pijetlova.
U svom autobigrafskom romanu "Živjeti da bi se pripovijedalo" (španjolski: Vivir para contarla), Marquez je obajsnio da mu je za ovu novelu kao inspiracija poslužio njegov djed, koji je također bio pukovnik i koji nikad nije dobio mirovinu koja mu je obećana. Međutim vladaju i mišljenja da je Marquezi kao inspiracija poslužilo vlastito iskustvo nezaposlenosti kad je 1956. jedna novinska redakcija čiji je član bio, prestala s radom. Svakodnevnica kojoj je on svjedočio u to vrijeme postala je izvorom inspiracije za ovo djelo.

## Filmska adaptacija
1999. Arturo Ripstein je režirao istoimeni film, s Fernandom Lujánom u glavnoj ulozi- ulozi pukovnika.

## Zanimljivosti
- Restoran/klub u Rigi Pulkvedim Neviens Neraksta je nazvan tako nakon što je ova novela prevedena na latvijski jezik.
- Ruska rock grupa Bi-2 postigla je veliki uspjeh u Istočnoj Europi s pjesmom Полковнику никто не пишет (na ruskom Pukovniku nema tko pisati) koja je čak poslužila kao soundtrack popularnom ruskom filmu Brat-2.